# Museo Nacional de Arqueología (Bolivia)
El Museo Nacional de Arqueología (MUNARQ) es un museo público boliviano que forma parte de la Unidad de Arqueología y Museos dependiente de la Dirección General de Patrimonio Cultural del Ministerio de Culturas y Turismo. Está ubicado en el Palacio Tiwanaku que fue declarado Monumento Nacional en 1990.
Es el museo más antiguo del país desde que comenzó a funcionar el año 1838, cuando el mariscal Andrés de Santa Cruz ordenó la creación de un museo para mostrar las riquezas mineras, muestras de la diversidad de fauna y flora, objetos etnográficos y arqueológicos de Bolivia.

## Historia
El primer paso en la historia del museo fue llevado a cabo por el expresidente José Ballivián el 13 de junio de 1846, cuando inauguró el Museo Público en el segundo piso del Teatro Municipal y encomendó su dirección al doctor Manuel Fernández de Córdoba.
El Museo Público carecía de un inmueble propio por lo que en 1919, 73 años después, el expresidente José Gutiérrez Guerra autorizó el contrato de alquiler del Palacio Tiwanaku, construido el 1916 y hogar de Arturo Posnansky, para que en ese edificio funcionaran los museos Nacional y Mineralógico. Mediante la Resolución Suprema del 22 de mayo de 1922 el expresidente Bautista Saavedra aprobó la compra de dicha propiedad por parte del Estado.
Concluido este proceso, el 31 de enero de 1960 se reinauguró con el nombre Museo Nacional de Arqueología, que contaba con colecciones arqueológicas, paleontológicas y antropológicas. Desde entonces el Museo de Arqueología fue incluyendo diversas muestras, hasta contar actualmente con más de 50 mil piezas, debidamente registradas y catalogadas, pertenecientes a las culturas y civilizaciones del oriente y occidente del país.
En 1990, el Palacio Tiwanaku, actual edificio del Museo Nacional de Arqueología, fue declarado Monumento Nacional de Bolivia mediante el Decreto Supremo N.º 22427 por sus características especiales de su singular diseño, único en su especie.

## Colección
La colección del Museo Nacional de Arqueología está compuesta por más de 18 mil piezas arqueológicas de culturas de toda Bolivia, entre ellas las culturas Tiwanaku, Chiripa, Mollo, Inka y las del oriente boliviano. Una gran cantidad de vasijas, cántaros y piezas esculpidas en arcilla.  Una de las últimas adiciones al museo fueron 30 piezas de cerámica arqueológica de la isla Pariti halladas en 2004 en la isla Pariti del lago Titicaca con piezas diseñadas de cabezas de puma, mamíferos, cóndores, serpientes y con figuras de seres mitad humano y mitad animal de los que se desconocía su existencia que datan entre los años 900 y 1200 después de Cristo.

## Ambientes
El MUNARQ cuenta con tres salas para las diferentes exposiciones en el museo. La primera sala está dedicada a un recorrido global y cronológico de Bolivia y su historia, la segunda sala muestra piezas mayormente de la cultura tiwanacota, con las muestras de Pariti, Amaguaya, los alucinógenos y otros. La tercera sala explica el desarrollo de las diferentes regiones bolivianas, con muestras incas, de la cultura Mollo y todo lo concerniente a la vida colonial y republicana.
La cuarta sala presenta muestras en piedra, en metal y también en tejidos, que incluye una gama extensa de diseños de textiles de las distintas culturas del país. La quinta está dedicada exclusivamente a la muerte, donde se exhiben momias, recreación de entierros, alta montaña, contexto funerarios y las cabezas de trofeo.